# Combi Coupé
Combi Coupé – oznaczenie stosowane przez przedsiębiorstwo Saab na samochody tej marki z nadwoziem typu liftback. Jest to nadwozie typu hatchback z bardziej wydłużonym tyłem sprawiającym, że wygląda na większego od zwykłego hatchbacka, ale mniejsze niż nadwozie typu kombi. 
Po raz pierwszy wprowadzony przez firmę Saab jako chwyt marketingowy dla wypromowania modelu Saab 99 z roku 1974, stosowany w modelach 96, prototypowym 98, jak i późniejszych – 900 i 9000 oraz drugiej wersji modelu 626 firmy Mazda, choć niekoniecznie w ten sposób nazywany. 
W istocie combi coupé jest hatchbackiem, zbliżonym kształtem i rozmiarami bardziej do sedana. Na rynku amerykańskim nadwozie to znane jest jako "Waggon Back".
Trzydrzwiowe kombi coupe modelu Saab 900 uważano za bardziej sportowe od sedana, mając jednocześnie większą przestrzeń ładunkową, swoim kształtem przypominając fastbacka. 